# Oosterspaarne
Oosterspaarne is een voormalige buitenplaats in de Noord-Hollandse stad Haarlem. Het was gelegen aan de Schalkwijkerstraat en de oostoever van het Zuider Buiten Spaarne in het stadsdeel dat tegenwoordig bekend staat als Haarlem-Oost. Naar de buitenplaats is de straat Park Oosterspaarn vernoemd.

## Geschiedenis
Aan de oostelijke oever van het Spaarne bevond zich tot 1818 de buitenplaats Memorandum, die eigendom was van Pieter Nicolaas Quarles van Ufford, president van de rechtbank en raadslid van de stad Haarlem. In dat jaar werd de buitenplaats aangekocht door Hendrik Veltmaat, die reeds aan de westelijke oever van het Spaarne eigenaar was van de buitenplaats Meerlust.
In de daaropvolgende jaren breidde Veltmaat zijn bezit verder uit. In 1819 verwierf hij de gronden van de voormalige buitenplaats Spaarn en Landlust en in 1820 die van Veelust, voorheen bekend als Veldlust, dat in 1794 was ontstaan.
Gedurende de 19e eeuw voegde Veltmaat de verschillende buitenplaatsen samen tot één groot landgoed, dat hij de naam Oosterspaarne gaf. Het voormalige herenhuis van Memorandum werd verbouwd tot een combinatie van koetshuis en tuinmanswoning. Omstreeks 1877 bevond zich nog altijd een ijzeren poort op het terrein van het voormalige Memorandum, en in datzelfde jaar was J.L. van der Burch te Haarlem de eigenaar van de buitenplaats Oosterspaarne.
Gedurende de 19e eeuw bleef de buitenplaats Oosterspaarne in stand, maar tegen het einde van die eeuw en het begin van de 20e eeuw trad het verval in. Uit een artikel in de Nieuwe Haarlemsche Courant van 21 april 1917 blijkt dat de voormalige buitenplaats, die toen bekendstond als de Tuin van Van der Burch, inmiddels in slechte staat verkeerde. De tuinkoepel en de bijbehorende woning waren bouwvallig geworden en werden in de zomer van het voorgaande jaar gesloopt. Ook het inrijhek verdween in deze periode.
Het terrein van de voormalige buitenplaats werd benut voor de oostelijke uitbreiding van Haarlem. In 1916 ontwierp L.C. Dumont, destijds directeur van Openbare Werken, een uitbreidingsplan voor de woonwijk die later bekend zou worden als de Slachthuiswijk. Deze wijk, voornamelijk bestaande uit arbeiderswoningen, werd gerealiseerd ter ondersteuning van het eveneens door Dumont ontworpen Slachthuis. Het Hof van Egmond zou zijn gebouwd op de voormalige tuinen van de buitenplaats Veldlust.
Akendam · Duinvliet · Bosch en Vaart · Bos en Hoven · Bellevue · Buitenrust · Eindenhout · Groen en Hout · Groenlust · Hogerwoerd · Hout en Baan · Huisduinen · Klein Rustenburg · Het Klooster · Lustrust · Meervliet · Memorandum · Middelhout · Middellaan · Nijverveld · Oostenhout · Oosterhout · Oosterspaarne · Overhout · Overthoorn · Overton · Rosehaghe · Ruhe Orth · Spaar en Hout · Spaarenhoven · Spaarenlommer · Spaarenoog · Spaarenvreugd · Spruit en Bosh · Uyt den Bosch · Vaartzicht · Veldlust · Vlietzorg · Vredenburgh · Vredenhof · Welgelegen · Westerhout · Zomerlust · Zorgvrij · Zwanenburg